# Кримський міст
Кримський міст (також міст через Керченську протоку, Керченський міст) — транспортний перехід через Керченську протоку, що складається з двох розташованих поруч мостів — залізничного й автомобільного, які сполучають Керченський й Таманський півострови через острів Тузлу й Тузлинську косу.
Міст поєднує тимчасово окупований росіянами український півострів Крим з Росією. Автодорожній міст є частиною дороги А-290 (Керч — Новоросійськ). Автомобільну частину відкрито 15 травня 2018 року, залізничний — 25 грудня 2019 року для пасажирського транспорту і 30 червня 2020 року для вантажного.

## Передісторія
1870 року після успішного будівництва Індо-європейського телеграфу британський уряд розглянув залізничний маршрут з Англії в Індію через Крим і через Керченську протоку, але тоді реалізацію проєкту порахували занадто дорогою.
На початку XX століття в Російській імперії розроблялись проєкти мосту через Керченську протоку, зокрема через острів Тузлу.
У 1903 році імператор Микола II розглянув ідею, але відхилив її через війну, спочатку російсько-японську, а згодом й Першу світову.
У 1942—1943 роках німецькі війська через акваторію Керченської протоки звели канатну дорогу з пропускною спроможністю до 1000 тонн вантажів на добу. Альберт Шпеер відзначав стратегічний характер переправи, яка забезпечувала постачанням 14 надхідних дивізій зі складу 17-ї армії Вермахту. Гітлер хотів звести п'ятикілометровий постійний міст, здатний перекидати й техніку. Війська Третього рейху почали його будівництво, але воно не було завершено.

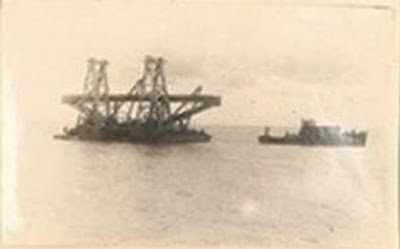
Опори мосту (1944)

Після захоплення Криму військами СРСР навесні 1944 року було відновлено канатну переправу, почалося будівництво Керченського залізничного моста, яким у листопаді 1944 року пройшли перші вантажі. У конструкції моста використовували палі довжиною до 30 м, довжина моста склала чотири з половиною кілометри, ширина — близько трьох метрів, він мав 111 однотипних прольотів по 27,3 м, два розвідних прольоти по 27 м і два розвідних прольоти по 55 м для забезпечення проходу великотоннажних суден. На початок 1945 року міст все ще не був повністю добудований. Зокрема, не була споруджена велика частина льодорізів. Наприкінці лютого 1945 року льодом з Азовського моря було зруйновано 46 опор, знищено 53 прогонових будови, близько половини паль зазнали значних пошкоджень. Урядова комісія, оцінивши масштаби руйнувань, дала рекомендацію міст розібрати.
У 1970-х роках питання сухопутного сполучення через протоку порушувалося знову, але через брак коштів проєкт реалізований не був.
Можливість побудови моста обговорювалася у 2008 році на рівні прем'єр-міністрів та в тому ж році проєктування і будівництво моста потрапляє в «Транспортну стратегію України до 2030 року», а у 2010 році питання обговорювалося на рівні президентів України та Росії.

## Будівництво

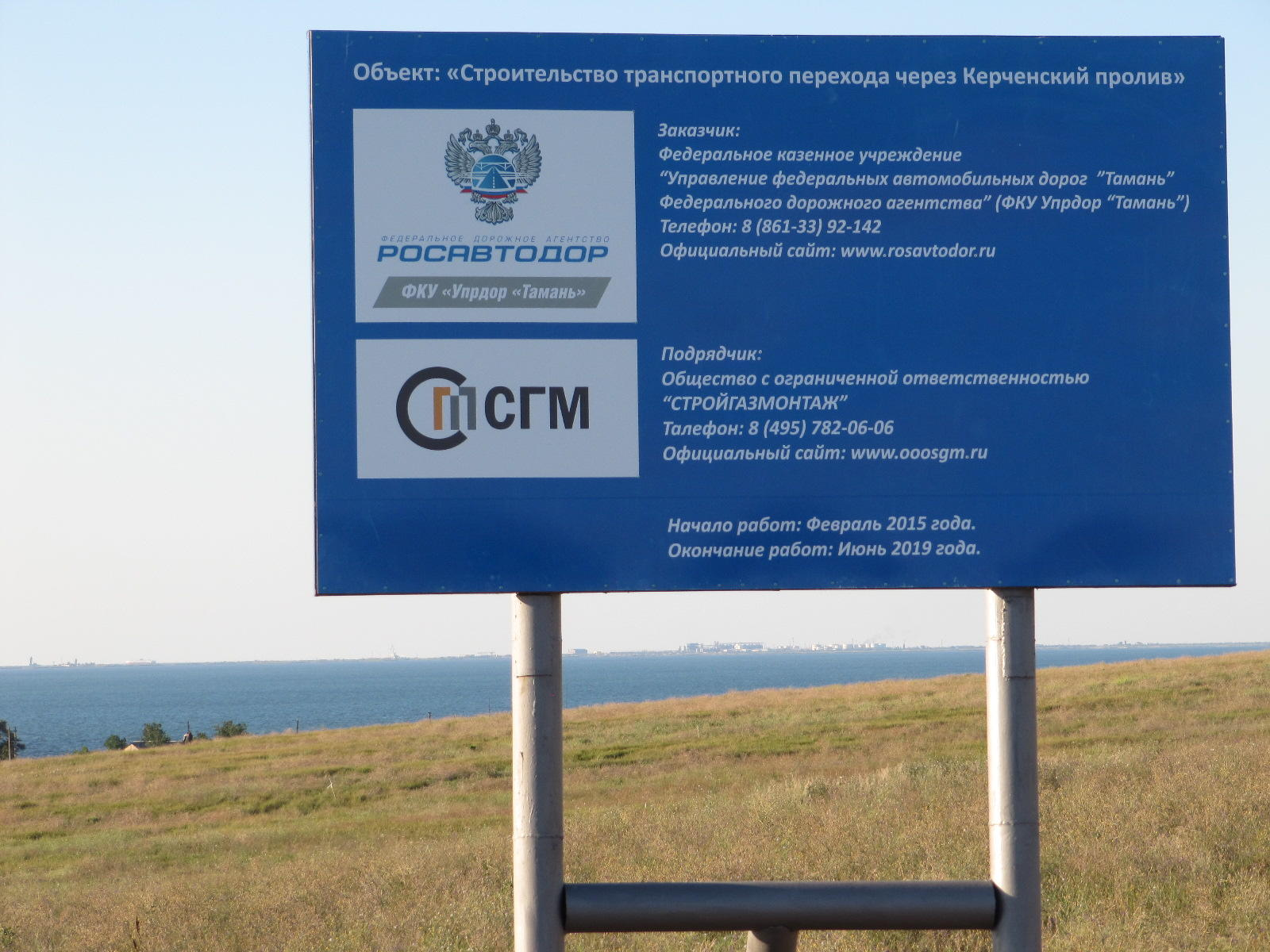
Кримський міст

Влітку 2014 року «Росавтодор» оголосив попередній кошторис проєкту: 150 млрд рублів на будівництво транспортного переходу, 86 млрд рублів на підготовчі роботи й 51 млрд рублів на будівництво під'їзних автошляхів.
У липні 2016 року на будівництві мостового переходу залучили студентські будівельні загони. На будівництві перебували студенти будівельних навчальних закладів у рамках проходження практики.
У грудні 2016 року декілька ЗМІ повідомили про зрив, вже вдруге, конкурсу з будівництва залізничних підходів. Відсутність заявників пояснювали майбутніми санкціями для підрядників, залучених на будівництві у Криму, а також низькою ціною на такий проєкт — 16,9 млрд руб., час виконання — листопад 2019 року. Була лише одна заявка від АТ «Залізниці Якутії», яка не пройшла кваліфікаційний відбір. Загальна вартість усіх робіт з будівництва мосту й відповідної інфраструктури — 228 млрд руб., генпідрядник — ТОВ «Стройгазмонтаж» російського олігарха Аркадія Ротенберга, друга Путіна. У січні 2017 року було оголошено, що будувати залізничний підхід до Керченського мосту з боку Криму призначать компанію «Будгазмонтаж», яка зводить і сам міст. У квітні 2017 року стало відомо, що контракт на будівництво залізничних підходів до Керченського мосту за 16,9 мільярда рублів уклали компанії «Росжелдор» і ТОВ «Будгазмонтаж». У лютому 2016 року почалося будівництво самого мосту.
На момент пуску першої черги Керченського мосту він коштував 227,9 млрд рублів (приблизно $4 млрд).

Будівництво мостів
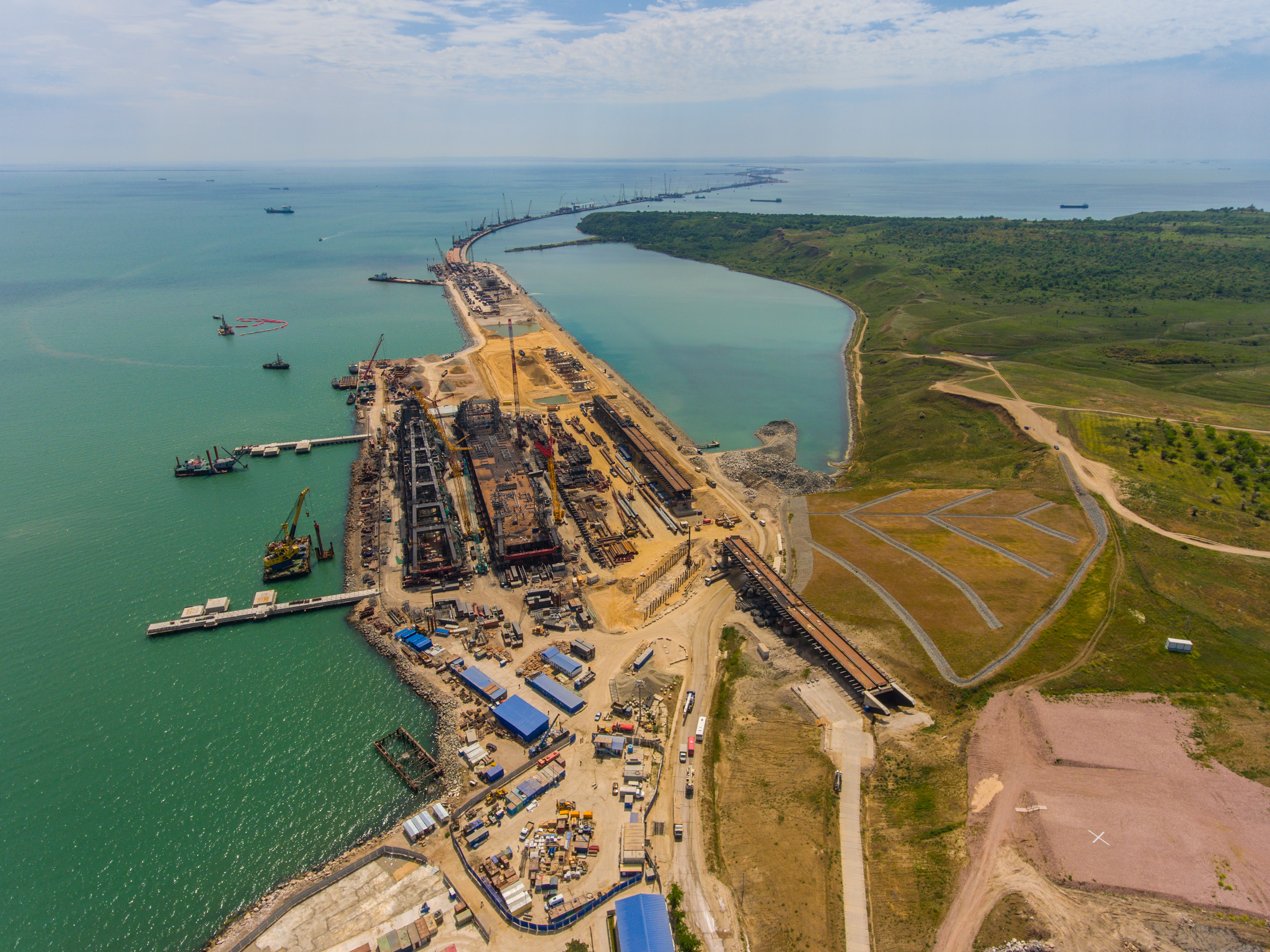
Будівництво опор й монтаж перших прольотів залізничного мосту з боку Керчі. Одночасно відбувається засипка технологічного майданчика і початок складання арок моста
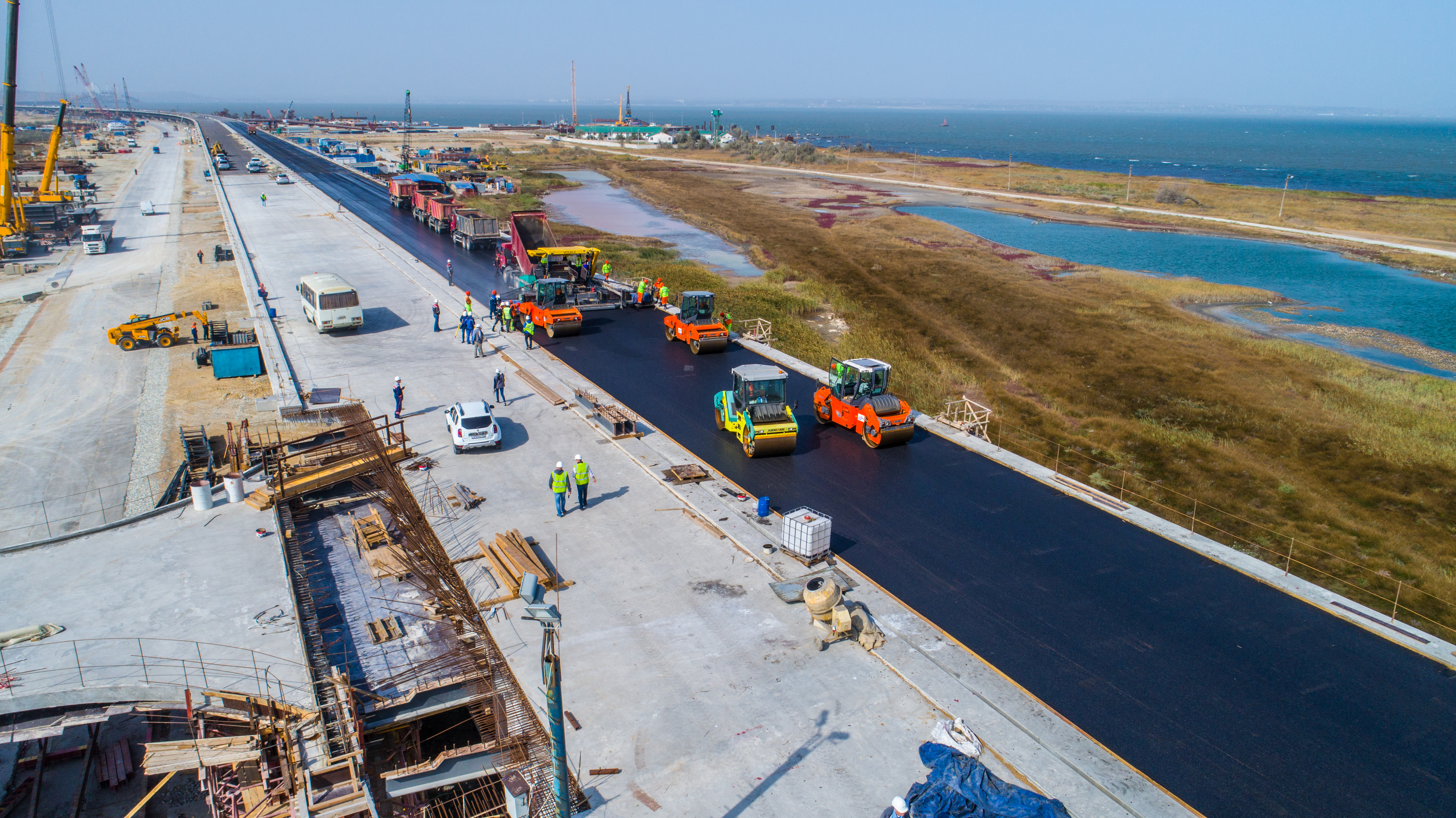
Асфальтування готової ділянки автомобільного мосту з боку Тамані. На зустрічній стороні відбуваються будівельні роботи зі з'єднання технологічного з'їзду з моста
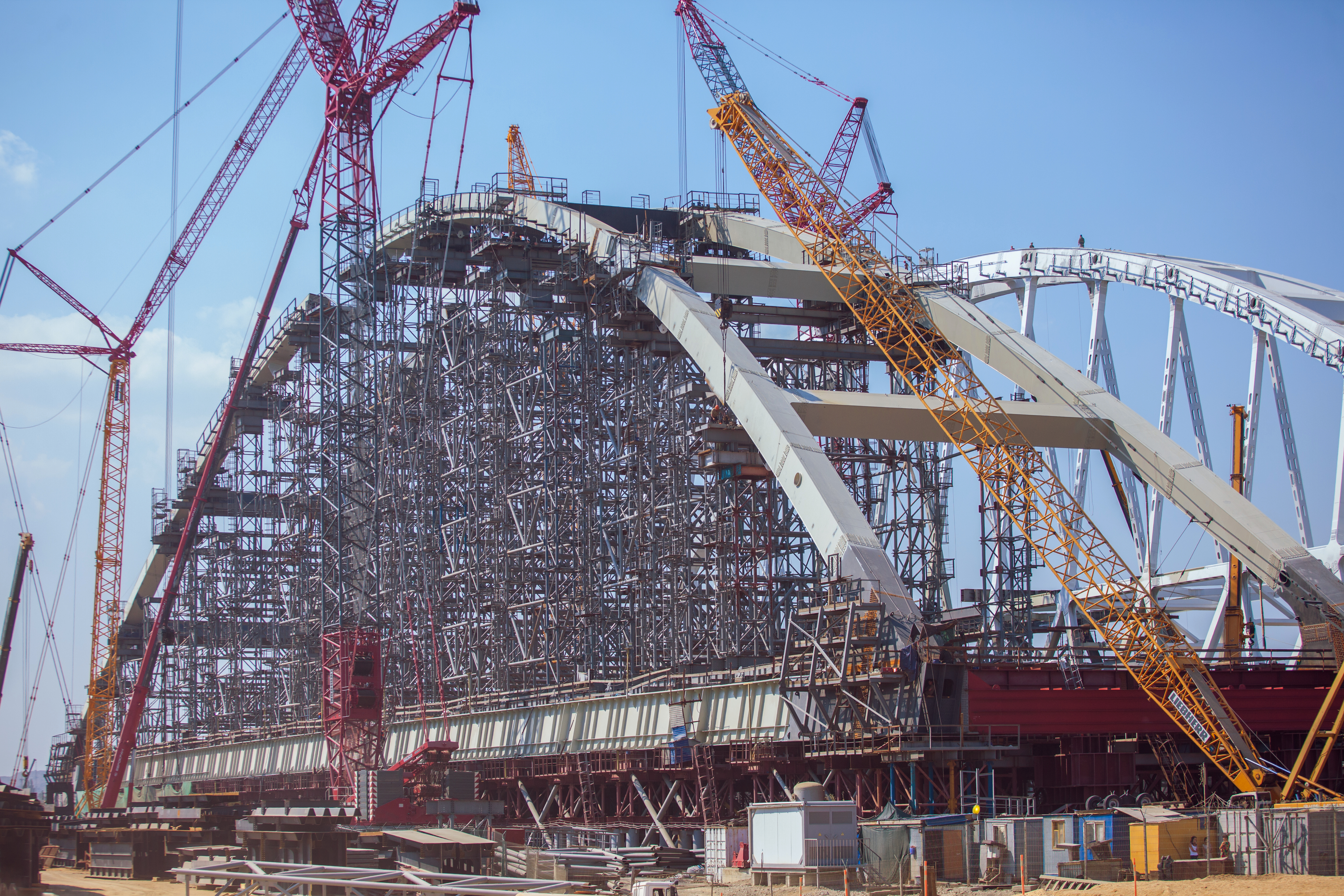
Завершення складання арок на стапелі та підготовка їх до транспортування й монтажу на фарватерні опори
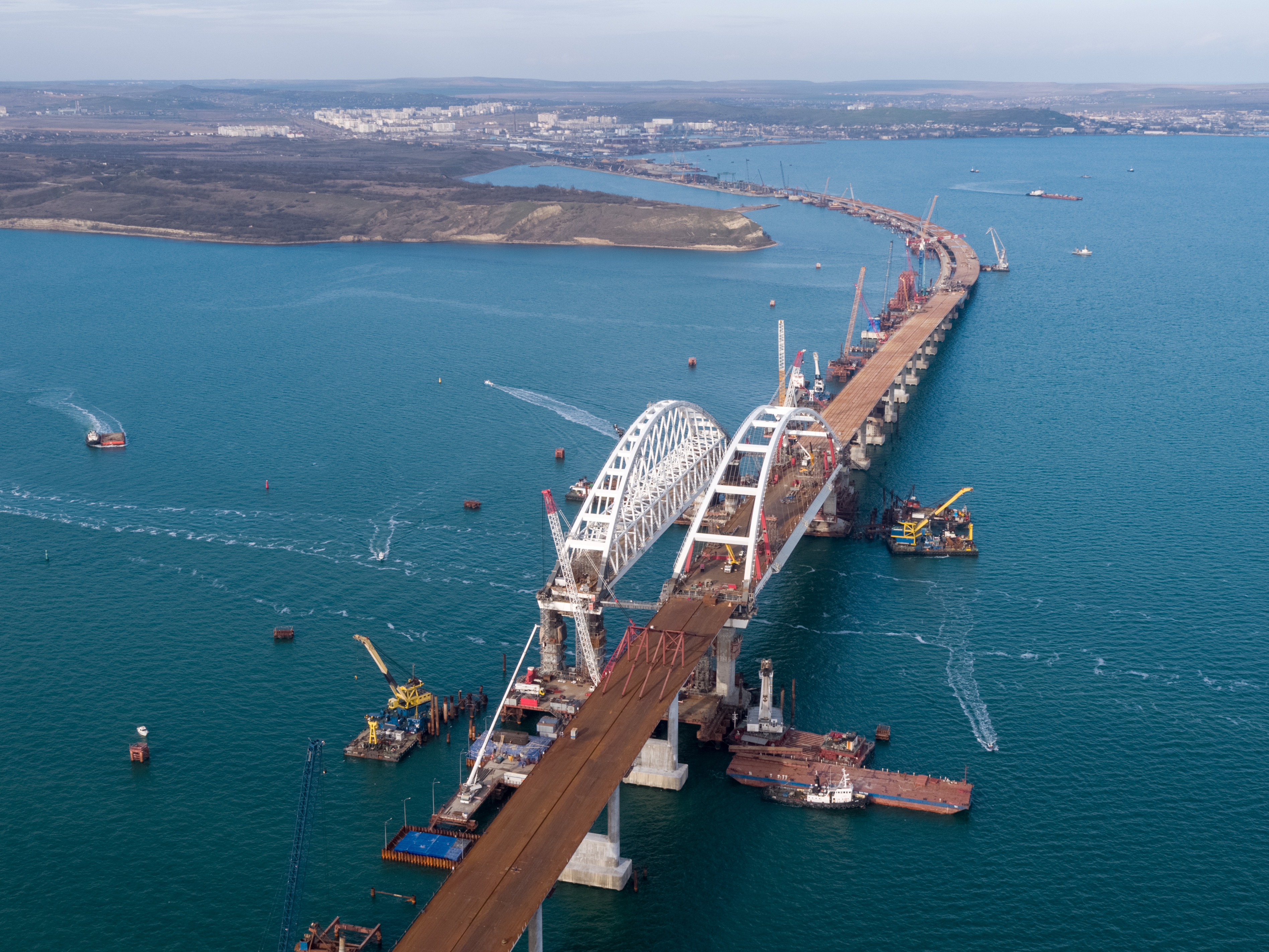
Встановлені арки моста та процес насування прольотів автомобільного моста до арки (краєвид з боку Тамані)

### Запуск
15 травня 2018 року відкрито автомобільну частину мосту. Відкривати міст приїхав Путін, який проїхався між берегами на автомобілі КАМАЗ 65115. 16 травня 2018 року проїзд дозволено легковим автомобілям (вагою до 3,5 т), вантажним — із жовтня 2018 року. Залізничний міст для пасажирських поїздів відкрито 23 грудня 2019 року, для вантажних поїздів — 30 червня 2020 року.
- Відкриття мостів
- Автомобільний міст
- Залізничний міст

## Після запуску
17 грудня 2013 року в Москві підписали угоду між Урядом РФ та Кабміном України про спільні дії з організації будівництва транспортного переходу через Керченську протоку. З початку російської окупації Криму перемовини були припинені.
21 квітня 2022 року, під час захисту України від повномасштабного вторгнення російських військ в Україну, секретар РНБО Олексій Данілов заявив, що ЗСУ можуть знищити Керченський міст, який російська сторона використовувала для підкріплення своїх військових. Олексій Данілов зазначив, що ЗСУ зроблять це, «якщо буде можливість». У відповідь, заступник голови Ради безпеки РФ Медведєв погрожував ударом у відповідь.
18 серпня 2022 року, ввечері, біля Керченського мосту пролунали вибухи, окупаційна «влада» Криму заявила, що «загрози для мосту немає». А тим часом, прокремлівські ЗМІ зазначили, що нібито в районі Кримського мосту було збито «український БпЛА», проте у самій Керчі оголошувалася повітряна тривога.

## Вибухи та пожежі на мосту

### 8 жовтня2022

Цистерни з паливом на залізничному мосту та зруйновані дві секції автомобільного мосту

8 жовтня 2022 року, близько 06:00, трапився вибух на залізничній гілці моста. Окупаційна влада Криму повідомила, що спалахнула цистерна з пальним у хвості вантажного поїзда. Судноплавні арки нібито не пошкоджені. Водночас окупанти наразі «не знали», що призвело до пожежі. У дорожньому управлінні «Тамань» повідомили, що рух мостом було припинено. Надвечір окупаційна влада повідомила про відновлення руху поїздів та автомобілей однією смугою у реверсному режимі. Згодом Національний антитерористичний комітет РФ заявив, що на автомобільній частині мосту підірвано вантажний автомобіль, внаслідок чого загорілись 7 паливних цистерн залізничного складу. Власник автомобілю, що вибухнув на Кримському мосту, заперечив причетність до підриву мосту.
Цей міст будувався не для мирного життя, а для постачання на анексований Кримський півострів ресурсів військового призначення. Наслідки вибуху на мосту є: на автомобільній частині мосту зруйновані декілька прольотів у напрямку руху на Керч. Друга смуга автошляху вціліла. Для визначення придатності конструкцій потрібно проводити експертизи. Імовірно, частина автодороги буде придатна для проїзду автомашин із обмеженням ваги. Щодо залізничної частини мостового переходу всі прольоти мосту збудовані з використанням масивних металевих конструкцій. Тобто, вони мають запас міцності і навряд чи загоряння цистерн із нафтопродуктами могло їх суттєво пошкодити. За висновком експертів Керченський міст мають закрити приблизно на тиждень для відновлювальних робіт, а це означає, що логістика постачання військових ресурсів через Кримський півострів дещо загальмується. Окупаційна місцева влада одразу ж оголосила про запуск поромної переправи. Проте їх спіткала проблема, що навряд чи зможуть швидко налагодити поромну переправу в тому вигляді, в якому вона існувала до 2018 року (до відкриття Кримського мосту). На той час працювало 14 поромів, нині їх фактично в Криму немає та не відомо, в якому стані знаходяться під'їздні залізничні колії. Надвечір окупаційна влада заявила про відновлення залізничного руху та реверсного автомобільного руху по вцілій автомобільній смузі, якою окупанти почали після ретельного догляду пропускати почергово не більш ніж по 10 легкових автомобілів та автобусів.
Радник керівника Офісу Президента України Михайло Подоляк заявив, що «усе незаконне має бути зруйновано, усе вкрадене  — повернуто Україні, усе російське окупаційне — вигнане».
11 жовтня 2022 року, за повідомленням російських ЗМІ стало відомо, що жертвами вибуху стали суддя московського арбітражного суду 42-річний Сергій Маслов і 26-річний фітнес-тренер із Євпаторії Гліб Оргеткін, який жив у Москві. Судді належав «Каділлак», який вранці 8 жовтня опинився в епіцентрі вибуху. Крім нього й Оргеткіна, в машині знаходилися знайомі судді — сімейна пара із Санкт-Петербурга: 53-річний Едуард Чучакін і 33-річна Зоя Сафронова, вони працювали гідами у Санкт-Петербурзі. Коментуючи загибель росіян, глава Меджлісу кримськотатарського народу Рефат Чубаров констатував, що з ними нічого би не сталося, якби вони не захотіли відвідати тимчасово окупований Крим.
11 жовтня висунута інша версія вибуху, в якій йшла мова не про «український», а про «російський слід». Розглядалася версія замовного вбивства судді Арбітражного суду Москви Сергія Маслова, який вів «гучні» справи та справи на величезні суми, смерть якого три дні потому після вибуху ретельно замовчували, оскільки суддя мав право недоторканності, що не надавало право на ретельний огляд автомобіля при перетині мосту. Проте спецслужби РФ першочергово намагалися з'ясувати, як вантажівка з вибухівкою змогла в'їхати на міст. На в'їзді стоять стаціонарні інспекційно-доглядові радіотехнічні комплекси СТ-6035, які здатні виявляти наркотики, вибухівку та хімічні речовини через 60 діб після останнього контакту.
5 грудня 2022 року відновленою автомобільною частиною був відновлений рух лише для легкових автомобілів. Рух пошкодженою другою залізничною колією відновлено 5 травня 2023 року.

### 17 липня2023
17 липня 2023 року, о 03:04 та о 03:20, міст було атаковано двома безпілотними надводними апаратами у наслідок чого відбулося падіння одного з прольотів (у районі 145-ї опори). 5 вересня росіяни встановили новий проліт замість знищеного.

### 3 червня2025
3 червня 2025 року, о 04:44, СБУ активувала підводні вибухові пристрої, закладені під опорами мосту. За даними спецслужби, вибухівка потужністю 1100 кг у тротиловому еквіваленті спричинила суттєві пошкодження конструкцій на рівні дна. Того ж дня окупаційна влада заявила про затримання агента української розвідки, який виготовив бомбу «за наказом з Києва».

## Критика
Будівництво у вибраному місці ускладнювалось тектонічним розломом, що йде дном Керченської протоки, великою товщиною відкладень мулу, великою кількістю грязьових вулканів. Крім того, на обраному шляху стоїть Керченська фортеця, тому міст не піде прямо через мис Ак-Бурун, а буде обходити з півночі, що збільшує довжину на зайвих 3 км.
На думку російського економіста Андрія Ілларіонова, конфігурацію та основні параметри моста було навмисне спроєктовано таким чином, щоб створювати максимальні перешкоди свободі судноплавства в Керченській протоці та Азовському морі. Ширина і висота основного прольоту істотно нижче таких же мостів, побудованих у світі в останні десятиліття (включаючи інші мости, зведені на території Росії) — це обмежує розмір суден, які могли б заходити в українські порти Азовського моря, а також значною мірою спрощує можливість для ФСБ повністю контролювати та в будь-який час перекривати прохід. Автомобільний міст штучно занижений, щоб невеликі судна не могли пройти під його опорами, і також повинні були йти через основний прохід. Таким чином, ФСБ отримує повний контроль над входом в Азовське море, може в будь-який зручний для себе момент закривати його, як у випадку з інцидентом 25 листопада 2018 року, може використовувати ці можливості для гальмування розвитку економіки східної України.

## Транспортні підходи, спільний транспортний вузол з Таманню

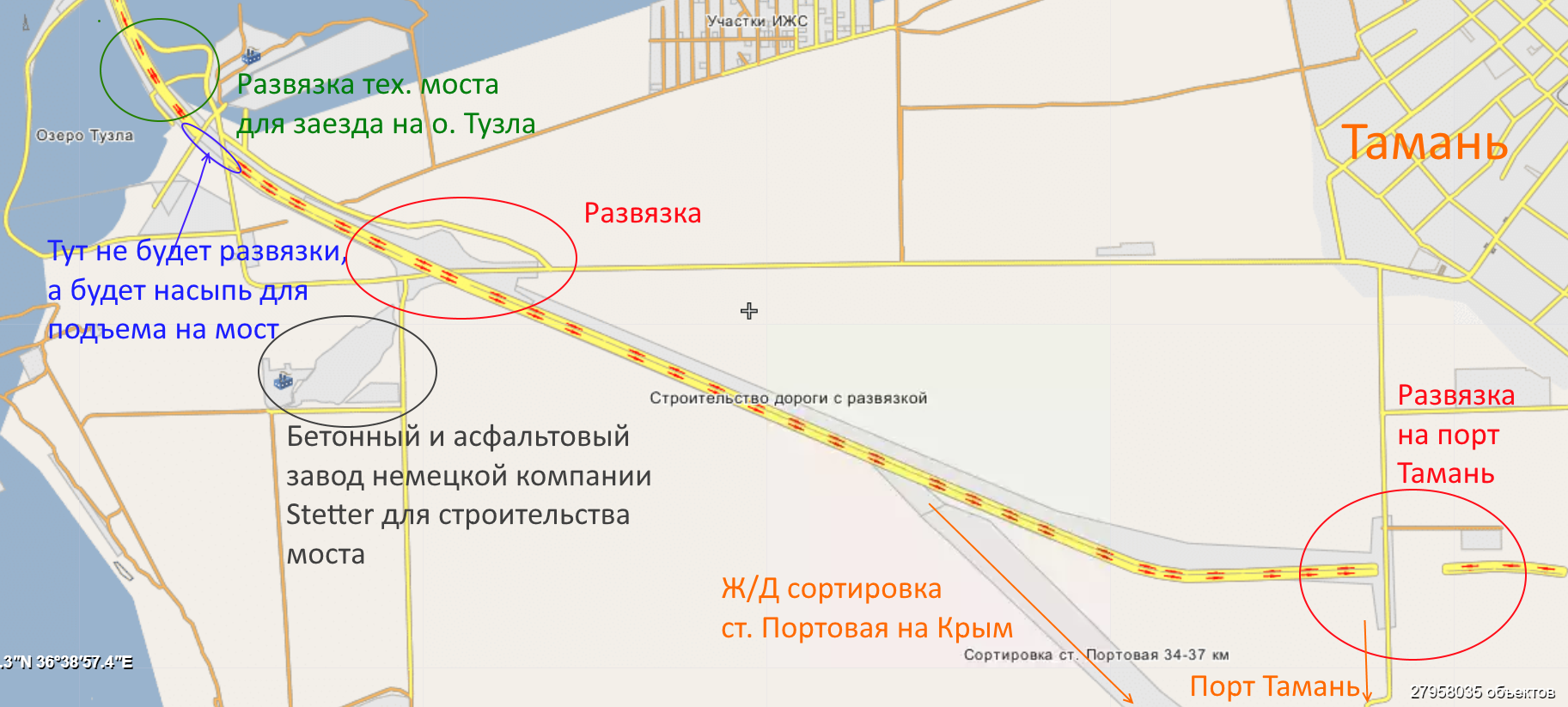
Розв'язки мосту на Таманському півострові

##### Залізничні підходи
Міст є частиною нової ділянки залізниці Багерове — Вишестеблієвська.
Технічні характеристики залізничного підходу:
- лінійна протяжність об'єкта — 40 км;
- загальна протяжність шляхів нової залізничної лінії — 120 км, в тому числі 80 км головного шляху, 22 км станційних колій.

Додатково будується залізнична інфраструктура від станцій Портова та Тамань-Пасажирська до мосту через Керченську протоку.

##### Проєкт підводного тунелю
4 жовтня 2023 року у перехопленому повідомленні із посиланням на українські спецслужби, видання «The Washington Post» повідомило, що РФ за підтримки Китаю хоче побудувати під Керченською протокою підводний тунель, який був би «захищений від ракетних атак України». Саме китайська залізнично-будівельна корпорація «CRCC» «готова забезпечити будівництво залізниць й автошляхів будь-якої складності у Кримському регіоні». Видання підтвердило справжність повідомлень, зокрема, через корпоративні реєстраційні документи, які показують, що російсько-китайський консорціум за участю осіб, зазначених в електронних листах, був створений у Криму, а переговори про будівництво вже відбувались. Генеральним директором консорціуму є російський бізнесмен Володимир Калюжний, який у листах вказував, що китайська корпорація готова стати генеральним підрядником у проєкті. В одному з листів стало відомо, що китайська будівельна корпорація «CRCC» братиме участь у проєкті лише на умовах конфіденційності і в документах не згадуватиметься через ризик накладення санкцій, а в іншому листі йдеться про те, що проєкт готовий профінансувати китайський банк. Вартість тунелю може становити 5 млрд доларів.

## Реакція громадськості
- Європейський Союз назвав відкриття мосту кроком до примусової інтеграції Росією незаконно анексованого Криму[43].
- В ООН заявили, що РФ повинна дотримуватись резолюції про суверенітет України, застерегли російських посадовців від неузгоджених візитів до Криму та заявили, що незаконні дії РФ на окупованих територіях не мають лишатися без відповіді спільноти[44].
- 29 грудня 2019 року Канада засудила відкриття руху поїздів до тимчасово окупованої території Кримським мостом[45].